# Edifici al carrer de Vic, 38 (Caldes de Montbui)
L'Edifici al carrer de Vic, 38 és una obra de Caldes de Montbui (Vallès Oriental) protegida com a bé cultural d'interès local.

## Descripció
És un edifici entre mitgeres de planta baixa i dos pisos amb la teulada a doble vessant de teula àrab. L'estructura és de murs de càrrega amb forjats unidireccionals de bigues i biguetes de fusta. Hi ha una obertura per planta, la de la planta baixa té els brancals i la llinda de pedra, igual que la del primer pis. Les dues obertures superiors pis donen pas a un petit balcó. La façana està arrebossada i queda rematada per un ràfec a mode de cornisa.